# Cierreux
Cierreux (Luxemburgs: Zuriss/Zürisz) is een gehucht in de Belgische gemeente Gouvy. Cierreux ligt in de provincie Luxemburg.
Tot aan de fusie van Belgische gemeenten in 1977 behoorde Cierreux tot de gemeente Bovigny.
Cierreux ligt langs spoorlijn 42. De plaatselijke spoorweghalte werd in 1984 gesloten.

## Erfgoed
In de vallei van de Glain ligt de voormalige leerlooierij Beaupain. Het gebouw werd opgericht tussen 1809 en 1819. De onderste twee verdiepingen zijn opgetrokken in natuursteen terwijl de bovenste drie verdiepingen aan drie zijden uit hout en leem zijn opgetrokken. Deze bovenste verdiepingen dienden voor het drogen en het bewaren van de huiden. Ernaast ligt een watermolen uit 1789, die waterkracht leverde aan de leerlooierij.
Deelgemeenten: Beho · Bovigny · Cherain · Limerlé · Montleban

Overige dorpen: Baclain · Brisy · Cherapont · Cierreux · Courtil · Deiffelt · Gouvy · Halconreux · Hallonru · Honvelez · Langlire · Lomré · Ourthe · Renglez · Rettigny · Rogery · Sterpigny · Steinbach · Vaux · Wathermal

Belgische gemeenten · Arrondissement Bastenaken · Luxemburg · Wallonië